# مطار إيتامي الدولي
 مطار أوساكا الدولي (باليابانية: 大阪国際空港)(إياتا: ITM، إيكاو: RJOO) هو مطار دولي يقع في مدينة أوساكا. غالبًا ما يشار إليه باسم مطار إيتامي (باليابانية: 伊丹 空港) هو المطار الإقليمي الرئيسي لمنطقة كانساي في اليابان، هو مطار من الدرجة الأولى، وهو أقرب مطار إلى كيوتو، على بعد 36 كيلومترًا (22 ميلًا) جنوب غرب محطة كيوتو.
سمي المطار باسم مدينة إيتامي بمحافظة هيوغو لأن معظم أراضيها تقع هناك. يقع جزء من ممتلكات المطار أيضًا في مدينتي تويوناكا وإيكيدا بمحافظة أوساكا. يقع مجمع المحطة في جميع هذه المدن الثلاث، والمدخل الوحيد من جانب إيتامي هو عبر نفق طويل يمر أسفل المدرج والساحة.

## شركات الطيران والوجهات
| شركـات طيـران           | الوجهات |
| ----------------------- | --- |
| خطوط كل اليابان الجوية  | Hakodate، Kagoshima، Kumamoto، Miyazaki، Naha، Niigata، Sapporo–Chitose، مطار سنداي، مطار طوكيو هانيدا الدولي، مطار ناريتا الدولي موسمي: Kushiro                                                     |
| Amakusa Airlines        | Kumamoto |
| إيه إن إيه وينغز ‏       | Akita، Aomori، Fukuoka، Fukushima، Hakodate، Kagoshima، Kōchi-Ryoma، Kumamoto، Matsuyama، Nagasaki، Niigata، Ōita، Sapporo–Chitose، مطار سنداي، مطار ناريتا الدولي موسمي: Iwami                      |
| Ibex Airlines           | Fukuoka، Fukushima، Kagoshima، Niigata، Ōita، مطار سنداي |
| J-Air                   | Akita، Aomori، Fukuoka، Hakodate، Hanamaki، Izumo، Kagoshima، Kumamoto، Matsuyama، Misawa، Miyazaki، Nagasaki، Niigata، Ōita، Oki، Sapporo–Chitose، مطار سنداي، Yamagata موسمي: Asahikawa، Matsumoto |
| Japan Air Commuter      | Tajima، Yakushima موسمي: Tanegashima |
| الخطوط الجوية اليابانية | Amami Ōshima ‏، Naha، Sapporo–Chitose، مطار طوكيو هانيدا الدولي، مطار ناريتا الدولي |